# Follow the Nightingale
《Follow the Nightingale》是Kokia的第18张单曲，由Victor Entertainment于2007年11月21日发行。单曲B面为《Say Goodbye & Good Day》，两曲分别为任天堂DS游戏《圣洁传说》的主题曲和片尾曲。
歌曲收录于Kokia的第6张录音室专辑《The Voice》。《Say Goodbye & Good Day》是法国版专辑的附赠曲目，但没有在日版中收录。《Say Goodbye & Good Day》还收录于Kokia 2009年精选专辑《Coquillage: The Best Collection II》
。
单曲封面图像为绿洲，象征“动物、人类和森林有水才能生存”。

## 創作
Kokia將歌曲和《Trip Trip》中的《調和》劃歸一類。她稱自己如同為史詩電影——如彼得·杰克逊的魔戒電影三部曲——作曲。她還稱這是「如大平原上到處奔跑的馬一般的歌曲」。
《Follow the Nightingale》受到黑暗浪潮新古典主义的影响，是一首弱拍歌曲，有两个主乐章。第一乐章（分三段：0:00-0:40、1:19-1:50和2:17-3:23）较平静，采用Kokia创作的轻声合唱、竖琴、弦乐器和钢琴。乐章最后一段加有过门，以及Kokia以歌剧腔演唱的声乐。第二乐章（0:40-1:19、1:50-2:17和3:57-4:36）以沙锤声开始，Kokia采用多层合唱且音量大增。最后歌曲转入弦乐、鼓/钹、Kokia的合唱和沙锤的复杂编曲。
歌曲由两部分组成，一部分是转为密码的日语，一部分是正常日语。Kokia将密码日语成为“要解谜的的语言”。密码日语以大写罗马字母表示（比如第一句的“REGNIH REGNIH CI AN ETTAM REGNIH ETTAM ETTAM”）。正常日语只在第一乐章的第二、三段出现，密码歌词则遍及全曲。
Kokia以前在歌曲《调和》中也用过密码歌词，当时是按每个音节倒序；不过这种编码方式不适合《Follow the Nightingale》。《Follow the Nightingale》部分歌词字母反序后就能读懂，比如“ATTAMIJAHAHIRA TAGONOM”变成“monogatari ha hajimatta”（故事已经开始），“ATERA REGANAHIAS”变成"sai ha nagerareta"（骰子已经投出）。但也有些歌词例外。
《Say Goodbye & Good Day》则为流行歌曲，以标准乐队伴奏（贝司、吉他、鼓）和钢琴编曲，没有复杂合唱。Kokia称《Say Goodbye & Good Day》是一首清新曲目。她称“goodbye”虽有寂寞的氛围，但也有迈向下一步的意味。

## 销售
《Follow the Nightingale》和《Say Goodbye & Good Day》皆为游戏《圣洁传说》的主题曲目，该游戏在单曲推出16日后发售。
Kokia在多家媒体上宣传了游戏，如网络电视阿米巴工作室（11月24日）、NHK的电视节目漫画夜话（11月29日）、日本放送的广播节目Mucomi（12月6日）。她还在11月30日发刊《周刊Fami通》中接受专访。
Kokia于2007年12月22日，在动漫游戏展Jump Festa上演唱了《Follow the Nightingale》。

## 评价
歌曲首发时登上公信榜日榜第23名，最高登上第22位。单曲首周售出4,600张，在周榜排名第33。单曲登上榜单9周，总销量1.2万。这是当时Kokia第4畅销的单曲，仅次于《The Power of Smile/Remember the Kiss》、《不明白的事～since ·1976～》和《爱之旋律/调和》。

## 曲目列表
| 曲序     | 曲目                                 | 时长  |
| -------- | ------------------------------------ | ----- |
| 1.       | Follow the Nightingale               | 4:36  |
| 2.       | Say Goodbye & Good Day               | 6:06  |
| 3.       | Follow the Nightingale（原始卡拉OK） | 4:36  |
| 4.       | Say Goodbye & Good Day（原始卡拉OK） | 6:07  |
| 总时长： | 总时长：                             | 18:45 |